# (3561) Devine
(3561) Devine es un asteroide que forma parte del cinturón exterior de asteroides y fue descubierto por Norman G. Thomas desde la Estación Anderson Mesa, en Flagstaff, Estados Unidos, el 18 de abril de 1983.

## Designación y nombre
Devine se designó al principio como 1983 HO.
Posteriormente, en 1987, fue nombrado en honor de John Devine Hazelton, yerno del descubridor.

## Características orbitales
Devine está situado a una distancia media del Sol de 3,955 ua, pudiendo alejarse hasta 4,462 ua y acercarse hasta 3,448 ua. Su inclinación orbital es 9,684 grados y la excentricidad 0,1281. Emplea en completar una órbita alrededor del Sol 2873 días.
Devine pertenece al grupo asteroidal de Hilda.

## Características físicas
La magnitud absoluta de Devine es 11. Tiene un diámetro de 32,74 km y se estima su albedo en 0,0865.